# Georg Fein senior
Georg Fein senior (* 23. Februar 1755 in Hameln; † 15. April 1813 in Kassel) war von 1790 bis 1808 Bürgermeister der Stadt Helmstedt und später Generalinspekteur der indirekten Steuern sowie Generaldirektor der Staatsdomänen im Königreich Westphalen.

## Leben und Wirken
Georg Fein senior, der Vater des Vormärzpolitikers Georg Fein und des Rechtsprofessors Eduard Fein, besuchte das Gymnasium in Holzminden und ab 1772 das Braunschweiger Collegium Carolinum. Ab 1774 studierte er Rechtswissenschaften in Göttingen und promovierte zum Doktor der Rechte.
Von 1777 bis 1781 wirkte er als Advokat und Notar sowie als Hofrat im Dienst des braunschweigischen Herzogs Ferdinand. In den Jahren 1782 bis 1790 war er Kommissionsrat in Holzminden und von 1790 bis 1808 Distriktspräfekt sowie Bürgermeister der Stadt Helmstedt.
1807 war er zusammen mit dem Helmstedter Theologieprofessor Heinrich Philipp Konrad Henke Mitglied einer braunschweigischen Deputation bei Kaiser Napoleon Bonaparte. Fein zeigte sich von den Napoleonischen Modernisierungsbemühungen in Verwaltung, Justiz und Wirtschaft sehr beeindruckt. Im Jahr 1810 ging er zu Napoleons Bruder König Jérôme Bonaparte nach Kassel, wo er das Amt des Generalinspekteurs der indirekten Steuern im Königreich Westphalen übernahm. 1811 wurde er Generaldirektor der westfälischen Staatsdomänen.

### Wirken für die Universität Helmstedt
In seinem ersten Amtsjahr als Bürgermeister spielte Fein eine bedeutende Rolle bei den Studentenunruhen an der Universität Helmstedt im Winter 1790/1791. Dabei ließ er zunächst eine Bürgerwehr bilden, die sich den revoltierenden Studenten entgegenstellte. Nach deren Auszug aus der Universitätsstadt reiste er ihnen jedoch nach Harbke nach, um als Unterhändler zwischen den Parteien zu vermitteln und die Studenten zur Rückkehr zu bewegen.
Von 1791 bis 1796 war er Mitglied einer Kommission, die über das zukünftige Schicksal der Universität Helmstedt beriet. Die Universität wurde dann 1810 aufgelöst.